# Grimmeisenbrunnen
Koordinaten: 49° 24′ 30,8″ N, 8° 8′ 39″ O

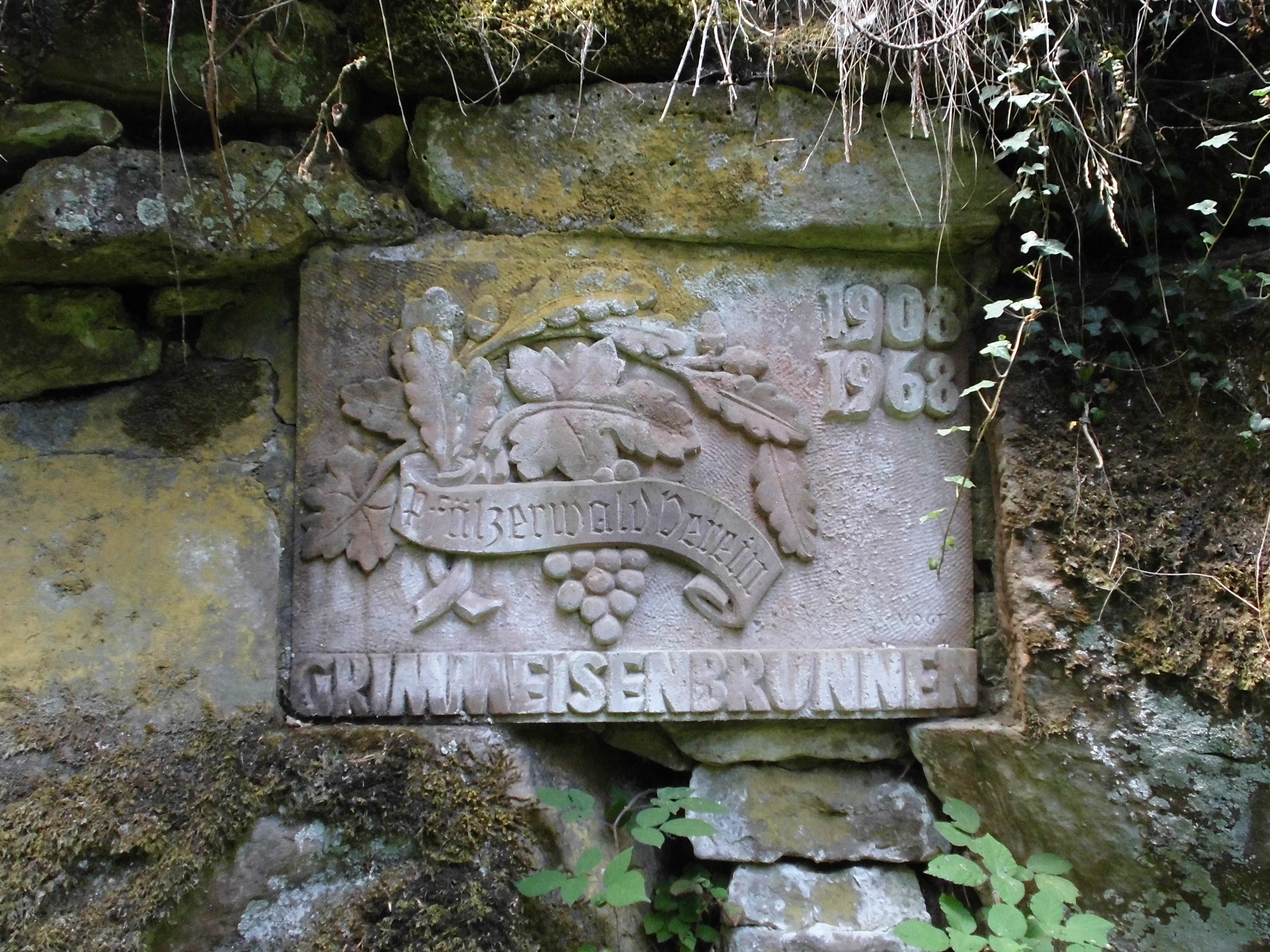
Schrifttafel beim Brunnen

Der Grimmeisenbrunnen ist eine gefasste Quelle im Martental des Pfälzerwaldes. Er ist als Naturdenkmal eingestuft und befindet sich auf der Waldgemarkung der pfälzischen Landstadt Deidesheim.

## Anlage
Der Grimmeisenbrunnen ist ein rundes Wasserbecken im Waldboden mit etwa zwölf Meter Durchmesser und einer Tiefe von etwa 50 Zentimeter. Teilweise markieren Sandsteine den Rand. Der Brunnen, in dessen Mitte eine Erle wächst, kann rundherum begangen werden. Das Quellwasser hier ist sehr eisenhaltig, so dass das Wasser im Brunnenbecken scheinbar eine leichte rötliche Färbung aufweist. Westlich des Brunnenbeckens ist eine Wand in den Berghang gebaut worden, die teils aus gemauerten Bruchsteinen, teils aus großen Felsblöcken besteht.
Die Einfassung der Quelle wurde 1908/09 von der Deidesheimer Ortsgruppe des Pfälzerwald-Vereins vorgenommen. 60 Jahre nach Beginn der Arbeiten wurde in der Wand neben dem Brunnen eine Gedenktafel eingelassen.
Das Wasser des Grimmeisenbrunnens speist den Weinbach, dessen gefasste Quelle, die Weinbachspring, etwa 400 Meter westlich liegt und ebenfalls als Naturdenkmal ausgewiesen ist.

## Name
Der Name des Brunnens erinnert an Friedrich Ludwig Albert Grimmeisen (* 29. März 1872 in Annweiler am Trifels; † 24. Juli 1908 am Wetterhorn), der bei der Gründung der ersten Ortsgruppe des Pfälzerwald-Vereins 1902 in Ludwigshafen am Rhein dabei war und das Amt des Schriftführers übernahm. Er trug mit zahlreichen Vorträgen dazu bei, dass rasch weitere Ortsgruppen des Pfälzerwald-Vereins entstanden. Grimmeisen stürzte am 24. Juli 1908 bei einer Klettertour am Wetterhorn 600 Meter in die Tiefe und kam dabei ums Leben. Er wurde in Ludwigshafen am Rhein bestattet.

## Zugänge und Wanderungen
Vom Wanderparkplatz Mühltal als Ausgangspunkt kann der Grimmeisenbrunnen leicht zu Fuß erreicht werden; es sind von dort es etwa 1,9 km zu absolvieren. Der Brunnen liegt an dem Wanderweg, der mit blau-gelben Balken markiert ist, und von Deidesheim bis Rhodt unter Rietburg führt. Etwa auf halber Strecke zwischen dem Wanderparkplatz und dem Grimmeisenbrunnen befindet sich die Deidesheimer Hütte, auch „Waldschenke“ genannt, die etwa zur selben Zeit wie der Grimmeisenbrunnen errichtet wurde und heute dem Pfälzerwald-Verein gehört.